# Nova Esperança do Sul
Nova Esperança do Sul este un oraș în Rio Grande do Sul (RS), Brazilia.